# Рысайкинская надпись
Рысайкинская надпись — арамейская надпись на трёхдырчатом костяном (роговом) псалии, верхний конец которого представляет собой скульптурную головку грифобарана (бараноптицы). Происходит из раннескифского кургана на окраине села Рысайкино Похвистневского района Самарской области, который был разграблен селянами. В 1932 году псалий поступил в собрание Государственного Эрмитажа.  Согласно интерпретации А. С. Балахванцева, представляет собой самый древний письменный памятник, обнаруженный на территории России.
В 1980-е годы кандидат искусствоведения Е. Ф. Королькова выявила на псалии надпись. Доктор филологических наук В. А. Лифшиц прочитал надпись на арамейском языке (как состоящую из семи знаков) и датировал её VI веком до нашей эры. Балахванцев по палеографическим данным относит надпись к концу VIII века до н. э. Он интерпретирует её как состоящую не из семи, а из восьми знаков, так как находящийся слева от третьей буквы вертикальный штрих, судя по аналогиям в надписях на бронзовом кувшине из Луристана и стеле I из Сфире, представляет собой словоразделитель.
А. Р. Канторович считает удревнение датировки надписи до рубежа VIII—VII вв. до н. э., предпринятое А. С. Балахванцевым на основе палеографического анализа, пока дискуссионным, так как нельзя исключить сохранения навыков старых начертаний арамейских букв в течение четверти века — до 2-й четверти VII века до н. э., когда, как считается, сформировался образ бараноптицы.